# Concejo de Madrid (Colombia)
El Concejo Municipal de Madrid Cundinamarca, comúnmente conocido como el concejo de Madrid, es una Corporación Administrativa de elección popular, compuesta por 15 concejales de diferentes tendencias políticas, elegidos democráticamente para un período de cuatro años, y cuyo funcionamiento tiene como eje rector la participación democrática de la comunidad. El concejo es la entidad legislativa de la ciudad, emitiendo acuerdos de obligatorio cumplimiento en su jurisdicción territorial. Entre sus funciones está aprobar los proyectos de los alcaldes, elegir y posesionar al personero y al contralor municipal, dictar las normas orgánicas del presupuesto y expedir anualmente el presupuesto de rentas y gastos, gestionar proyectos de acuerdo, ejercer control político sobre las autoridades municipales, impulsar la participación de los diferentes grupos de interés y atender las peticiones e inquietudes de la ciudadanía, mediante el debate democrático y participativo de los asuntos de interés general, para promover el desarrollo integral y armónico del municipio, en cumplimiento de la ley y el compromiso ético, activo e integral adquirido con los madrileños y madrileñas.
El periodo constitucional actual es el 2024 - 2027, el día 2 de enero de 2024 los quince (15) cabildantes se posesionaron, de los cuales diez (10) eran nuevos y cinco (5) repetían curul, la sede provisional del Concejo Municipal de Madrid Cundinamarca es la Carrera 3 #3-40- barrio San Francisco, Madrid, Cundinamarca.

## Concejales
La siguiente es la lista de concejales activos en la corporación para el periodo constitucional 2024-2027.
| Partido Político                         | Concejales                                 |
| ---------------------------------------- | ------------------------------------------ |
| Partido Liberal Colombiano               | Luz Cely Morales González                  |
| Partido Liberal Colombiano               | Luis Alberto Díaz Guerrero                 |
| Colombia Justa Libres                    | Hugo Fernando Sierra Cubillos              |
| Movimiento Alternativo Indígena y Social | Jefferson Darío Cárdenas Sierra            |
| Movimiento Alternativo Indígena y Social | Ever Jiménez Triana                        |
| ASI - MIRA                               | Andrés Fernando Duarte Forero              |
| ASI - MIRA                               | Cristian Arley Hernández Garzón            |
| Partido Conservador Colombiano           | Adán Higuera Niño                          |
| Cambio Radical                           | Harol Arley Naranjo Coy (Ley 1909 de 2018) |
| Cambio Radical                           | Albeiro Jiménez Sterling                   |
| Pacto Histórico                          | Marilyn Julissa Martínez Bernal            |
| Partido Demócrata                        | Juan Manuel Reyes Castañeda                |
| Partido Alianza Verde                    | Jorge Humberto Chaux Joven                 |
| Partido Alianza Verde                    | Danna Katalina Hernández García            |
| Partido de la Unión por la Gente         | Jhon Jairo Bohórquez Triana                |

## Acuerdos municipales
Los acuerdos municipales son los actos administrativos que producen los concejos municipales. Una vez radicada una iniciativa, se da traslado a la comisión permanente correspondiente según el material del proyecto, ahí se surte el primer debate. Posteriormente pasa a la plenaria del Concejo para que se le imparta el segundo debate. Si el proyecto es aprobado en los dos debates celebrados en días diferentes, pasa a sanción del alcalde o alcaldesa, quien además ordena su promulgación, momento a partir del cual se convierte en Acuerdo Municipal.

## Plan de Desarrollo

Bandera de Madrid, Cundinamarca.

El 22 de mayo de 2024, el Concejo Municipal de Madrid Cundinamarca aprobó el actual Plan de Desarrollo Municipal de Madrid Cundinamarca, llamado "Cosechando con Amor por Madrid2024-2028", presentado por el alcalde de Madrid, Carlos Chávez Moya, con catorce (14) votos a favor y uno (1) en contra. 
| Periodo   | Nombre Plan de Desarrollo      | Aprobación              |
| --------- | ------------------------------ | ----------------------- |
| 2016-2019 | Buenos Vecinos, Unidos Podemos | Acuerdo n.º 005 de 2016 |
| 2020-2023 | Madrid Crece Contigo           | Acuerdo n.º 005 de 2020 |
| 2024-2028 | Cosechando con Amor por Madrid | Acuerdo n.º 003 de 2024 |

## Comisiones (2024-2027)
- Comisiones Permanentes.
- Comisión Primera Permanente Administrativa y de Gobierno.
- Comisión Segunda Permanente del Plan y Ordenamiento Territorial.
- Comisión Tercera Permanente de Presupuesto y Hacienda Pública.
- Comisión Legal para la Equidad de la Mujer.
- Comisiones Accidentales o Especiales.
- Comisión Especial De Acreditación Documental.

Escudo del Concejo Municipal de Madrid hasta junio de 2024

## Comités (2024-2027)
- Comité de ética

## Elección del personero municipal
El 10 de enero de 2024, el Concejo Municipal de Madrid Cundinamarca eligió y posesionó al Personero Municipal del municipio de Madrid Cundinamarca para el periodo 2024-2028, siendo elegido el abogado Jason Nova Salgado.